# Lijst van Ranixalidae
Onderstaand een lijst van alle soorten kikkers uit de familie Ranixalidae. De lijst is gebaseerd op Amphibian Species of the World.
- Soort Indirana beddomii
- Soort Indirana bhadrai
- Soort Indirana brachytarsus
- Soort Indirana chiravasi
- Soort Indirana duboisi
- Soort Indirana gundia
- Soort Indirana leithii
- Soort Indirana longicrus
- Soort Indirana paramakri
- Soort Indirana salelkari
- Soort Indirana sarojamma
- Soort Indirana semipalmata
- Soort Indirana tysoni
- Soort Indirana yadera
- Soort Sallywalkerana diplosticta
- Soort Sallywalkerana leptodactyla
- Soort Sallywalkerana phrynoderma